# Borkowo (Mazovie)
Pour les articles homonymes, voir Borkowo.
Borkowo (prononciation : [bɔrˈkɔvɔ]) est un village polonais de la gmina de Nasielsk dans le powiat de Nowy Dwór Mazowiecki de la voïvodie de Mazovie dans le centre-est de la Pologne.
Il se situe à environ 10 km à l'ouest de Nasielsk (siège de la gmina), 15 km au nord de Nowy Dwór Mazowiecki (siège du powiat) et à 45 km au nord-ouest de Varsovie (capitale de la Pologne).

## Histoire
De 1975 à 1998, le village appartenait administrativement à la voïvodie de Ciechanów.